# BVG TF 21 S
Bei dem ab 1934 unter der Bezeichnung TF 21 S geführten Typ handelt es sich um eine 20 Fahrzeuge umfassende Serie von Straßenbahntriebwagen, die 1916 an die Berliner Elektrischen Straßenbahnen (BESTAG) sowie 1921 an die Berliner Straßenbahn (BSt) zu jeweils zehn Stück ausgeliefert wurden.

## Entwicklung

Arbeitswagen A393 (ex 4296) mit A311 (ex 5461) im Betriebshof Charlottenburg (1965)

Die ersten zehn Triebwagen mit den Wagennummern 220 bis 229 wurden 1916 an die BESTAG ausgeliefert, nachdem diese ihr nördliches und südliches Teilnetz über den Lindentunnel miteinander verband. Sie erhielten nach 1920 die Nummern 4286 bis 4295. 1921 bestellte die BSt eine zweite Serie von ebenfalls zehn Triebwagen, die sich von der ersten Serie in den Fensterrahmen unterschieden, die aus Metall anstatt aus Holz bestanden. Die Wagen sollten ursprünglich auch an die BESTAG geliefert werden, jedoch kam es auf Grund des Ersten Weltkrieges nicht dazu. Die Wagen erhielten die fortlaufenden Nummern 4296 bis 4305, vermutlich sollten sie die BESTAG-Nummern 230 bis 239 erhalten.
| Baujahr | BESTAG | BSt  | W/O  | Verbleib                                                                    |
| ------- | ------ | ---- | ---- | --------------------------------------------------------------------------- |
| 1916    | 220    | 4286 | West | 1955/56 Umbau in H18; 1961 ausgemustert                                     |
| 1916    | 221    | 4287 | West | 1955/56 Umbau in A397; 1961 ausgemustert                                    |
| 1916    | 222    | 4288 | West | 1955/56 Umbau in A396; 1961 ausgemustert                                    |
| 1916    | 223    | 4289 | West | 1955/56 Umbau in A395; 1960 ausgemustert                                    |
| 1916    | 224    | 4290 | West | 1955/56 Umbau in A394; 1967 Rückbau in hist. Tw 223                         |
| 1916    | 225    | 4291 | West | 1955/56 Umbau in A391; 1964 ausgemustert                                    |
| 1916    | 226    | 4292 | Ost  | 1959 nach Magdeburg als ATw 718                                             |
| 1916    | 227    | 4293 | Ost  | bis 1959 ausgemustert                                                       |
| 1916    | 228    | 4294 | West | 1955/56 Umbau in A392; 1964 ausgemustert                                    |
| 1916    | 229    | 4295 |      | Verbleib unklar                                                             |
| 1921    | (230)  | 4296 | West | 1955 Umbau in A393; 1965 ausgemustert                                       |
| 1921    | (231)  | 4297 | West | 1955/56 Umbau in H19; 1961 ausgemustert                                     |
| 1921    | (232)  | 4298 | Ost  | bis 1959 ausgemustert                                                       |
| 1921    | (233)  | 4299 | Ost  | 1959 nach Magdeburg als ATw 719                                             |
| 1921    | (234)  | 4300 |      | Verbleib unklar                                                             |
| 1921    | (235)  | 4301 | Ost  | 1957 nach Plauen als Tw 55II, umgespurt auf 1000 mm; 1964 ausgemustert      |
| 1921    | (236)  | 4302 | Ost  | 1957 nach Strausberg als Tw 2II                                             |
| 1921    | (237)  | 4303 | Ost  | 1957 nach Karl-Marx-Stadt als ABw 1076, erstes Normalspurfahrzeug           |
| 1921    | (238)  | 4304 | Ost  | 1957 nach Karl-Marx-Stadt als Bw 638, umgespurt auf 925 mm                  |
| 1921    | (239)  | 4305 | Ost  | 1957 nach Strausberg als Tw 8; Rückbau zum hist. Tw ursprünglich vorgesehen |

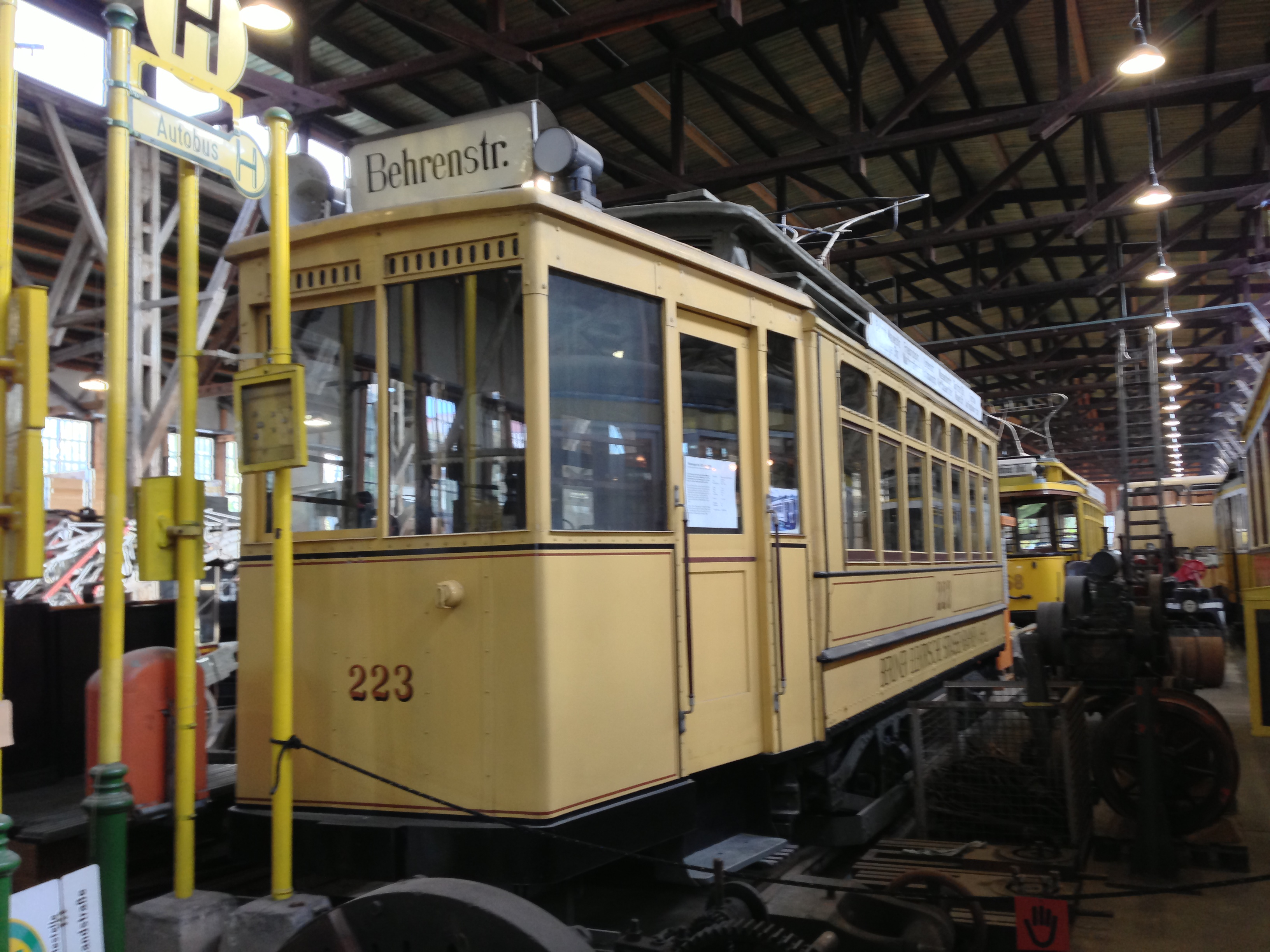
Historischer Triebwagen 223 (ex BVG 4290, ex BESTAG 224) in der Monumentenhalle (2012)

Die zweiachsigen Triebwagen hatten geschlossene Einstiegsplattformen und je sieben Seitenfenster. Das Wagendach war als Laternendach mit sieben Oberlichtern je Seite ausgebildet. Die Stromabnahme erfolgte bei den 1916 ausgelieferten Wagen über Lyrabügel, nach dem Zusammenschluss der Berliner Straßenbahnbetriebe wie bei der zweiten Serie über Rollenstromabnehmer. Die Plattformen wurden zu dieser Zeit den Berliner Einheitsplattformen angepasst.
Bei der Verwaltungstrennung der Berliner Verkehrsbetriebe kamen je neun Fahrzeuge zur BVG (Ost) und BVG (West). Der Verbleib der beiden Triebwagen 4295 und 4300 ist hingegen unklar. Die BVG (West) entfernte bis 1956 alle Fahrzeuge aus dem Personenverkehr und setzte sie fortan als Arbeitswagen bis zur Einstellung des Straßenbahnbetriebes 1967 ein. Arbeitstriebwagen A 394 (ex BESTAG 224, BSt 4290) wurde danach zum historischen Triebwagen 223 zurückgebaut und gelangte in die Sammlung historischer Fahrzeuge der BVG im Betriebshof Britz. Nachdem die Sammlung 1993 aufgelöst worden war, gelangte er in die Monumentenhalle des Deutschen Technikmuseums Berlin.
Die Wagen der BVG (Ost) wurden in den Jahren 1957 und 1959 zu Teilen an andere Betriebe der DDR abgegeben, zwei in Berlin verbliebene Wagen wurden in der gleichen Zeit ausgemustert. Wagen 4305 kam als Wagen 8 zur Strausberger Eisenbahn und gelangte später wieder zurück nach Berlin. Er wurde vom DVN Berlin übernommen und sollte als historisches Fahrzeug wieder hergerichtet werden. Es wurde zunächst in der Wagenhalle Schmöckwitz untergestellt und sollte danach zum Betriebshof Niederschönhausen überführt werden. Im August 2008 ereignete sich in der Halle jedoch ein Brand, bei dem das Fahrzeug zerstört wurde.